# Brotherhood of the Snake
Brotherhood of the Snake is het twaalfde studioalbum van de Amerikaanse metalband Testament. Het album werd uitgebracht op 28 oktober 2016 via het label Nuclear Blast. Brotherhood of the Snake debuteerde op nummer 20 op de Billboard 200-hitlijsten, waarmee het na Dark Roots of Earth (2012) het hoogste album van Testament tot dat moment.
Brotherhood of the Snake is ook het eerste album sinds First Strike Still deadly (2001) waarop bassist Steve DiGiorgio te horen is. Hij was eerder (1998-2005) lid van Testament, en had in 2014 vertrekkend bassist Greg Christian vervangen.

## Nummers
| No.           | Titel                      | Teksten                    | Muziek                  | Lengte |
| ------------- | -------------------------- | -------------------------- | ----------------------- | ------ |
| 1.            | "Brotherhood of the Snake" | Chuck Billy, Eric Peterson | Peterson                | 4:14   |
| 2.            | "The Pale King"            | Billy                      | Peterson                | 4:51   |
| 3.            | "Stronghold"               | Billy                      | Peterson                | 4:00   |
| 4.            | "Seven Seals"              | Billy                      | Peterson                | 5:38   |
| 5.            | "Born in a Rut"            | Billy                      | Peterson                | 4:57   |
| 6.            | "Centuries of Suffering"   | Billy                      | Peterson                | 3:34   |
| 7.            | "Black Jack"               | Billy                      | Peterson                | 4:21   |
| 8.            | "Neptune's Spear"          | Billy                      | Peterson, Alex Skolnick | 5:27   |
| 9.            | "Canna-Business"           | Billy                      | Peterson, Skolnick      | 3:47   |
| 10.           | "The Number Game"          | Billy                      | Peterson                | 4:38   |
| Total length: | Total length:              | Total length:              | Total length:           | 45:27  |

## Bandleden
- Chuck Billy (zang)
- Eric Peterson (gitaar)
- Alex Skolnick (gitaar)
- Steve DiGiorgio (basgitaar)
- Gene Hoglan (drums)